# Aprigliano
Aprigliano é uma comuna italiana da região da Calábria, província de Cosenza, com cerca de 2.833 habitantes. Estende-se por uma área de 121 km², tendo uma densidade populacional de 23 hab/km². Faz fronteira com Cellara, Cosenza, Figline Vegliaturo, Parenti, Pedace, Piane Crati, Pietrafitta, Rogliano, San Giovanni in Fiore, Santo Stefano di Rogliano, Taverna (CZ).

## Demografia
| Variação demográfica do município entre 1861 e 2011                               |
|                                                                                   |
| Fonte: Istituto Nazionale di Statistica (ISTAT) - Elaboração gráfica da Wikipedia |